# Die Another Day
Die Another Day là phim điện ảnh đề tài gián điệp công chiếu năm 2002, phần thứ 20 trong loạt phim điện ảnh James Bond cũng như bộ phim thứ tư và cuối cùng có sự góp mặt của Pierce Brosnan trong vai đặc vụ hư cấu của MI6 James Bond. Cốt truyện phim xoay quanh Bond khi anh nhận nhiệm vụ đến Triều Tiên và sau khi dường như tiêu diệt được một tên đại tá gian xảo của Triều Tiên, anh bị phản bội rồi bị bắt và cầm tù. 14 tháng sau, Bond được phóng thích dưới dạng trao đổi tù nhân. Vì cho rằng có một gián điệp cài vào trong chính phủ Anh, Bond cố gắng kiếm tiền chuộc bằng lần theo dấu vết của kẻ đã phản bội anh cũng như tất cả những người có liên quan.
Bộ phim do Michael G. Wilson và Barbara Broccoli sản xuất cũng như chỉ đạo bởi Lee Tamahori, đánh dấu lễ kỉ niệm 40 năm của nhượng quyền James Bond. Sê-ri khởi đầu vào năm 1962 với Sean Connery thủ vai Bond trong Dr. No. Trong Die Another Day cũng xuất hiện các mối liên hệ đến những tác phẩm tiền nhiệm trước đó.
Tác phẩm nhận được đánh giá trái chiều. Một vài phê bình gia ca ngợi phần việc của Tamahori, trong khi đó số khác lại chỉ trích việc lạm dụng quá nhiều công nghệ CGI trong phim – thứ làm họ cảm thấy thiếu thuyết phục và làm rời rạc cốt truyện. Mặc dù vậy Die Another Day vẫn là bộ phim James Bond có doanh thu cao nhất thời điểm đó nếu không tính lạm phát.